# أندي كايل
أندي كايل هو لاعب كرة قاعدة كندي، ولد في 29 أكتوبر 1889 في تورونتو في كندا، وتوفي بنفس المكان في 6 سبتمبر 1971.

## وصلات خارجية
- أندي كايل على موقعبيزبول رفرنس.كوم (الدوري الرئيسي) (الإنجليزية)
- أندي كايل على موقعبيزبول رفرنس.كوم (الدوري الثانوي) (الإنجليزية)